# Hind Rostom
Hind Rostom (en arabe : هند رستم) est une actrice égyptienne, née le 12 novembre 1926 à Alexandrie et morte le 8 août 2011 au Caire.
Elle est l'une des grandes icônes de l'âge d'or du cinéma égyptien. Son apparence physique lui a valu le surnom de Marilyn Monroe d'Arabie, de reine de la séduction ou la Marilyne de l’Orient. Tout au long de sa carrière, Hind Rostom a joué dans plus de 80 films.

## Biographie
Hind Houssine Mourad Rostom naît d'un père albanais, officier de police et d'une mère égyptienne, le 12 novembre 1926, cette date étant variable selon les sources, dans le quartier de Mahram-Bak d' Alexandrie en  Égypte (la référence citée en note de bas de page le situe à tort dans la ville du Caire) . Ses parents se séparent alors qu'elle est âgée de 9 ans. Elle est alors confiée à la garde de son père. Elle commence sa carrière à l'âge de 16 ans dans le film Azhaar wa Ashwak (Des fleurs et des épines). Elle obtient on premier véritable succès en 1955, lorsque le célèbre réalisateur Hassan al-Imam lui offre un rôle dans Banat el Lail (Les filles de la nuit).

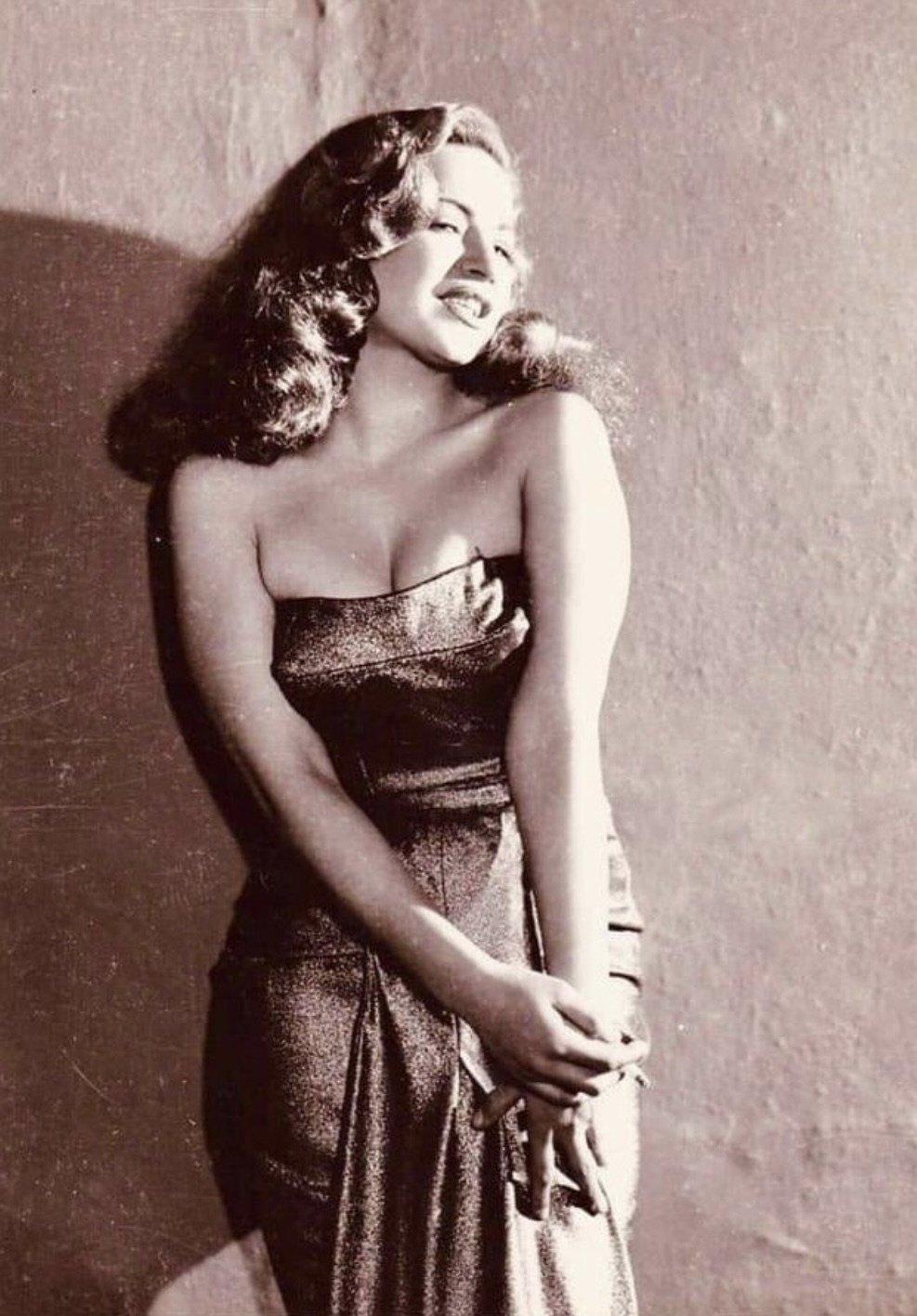
Rostom dans les 1950s

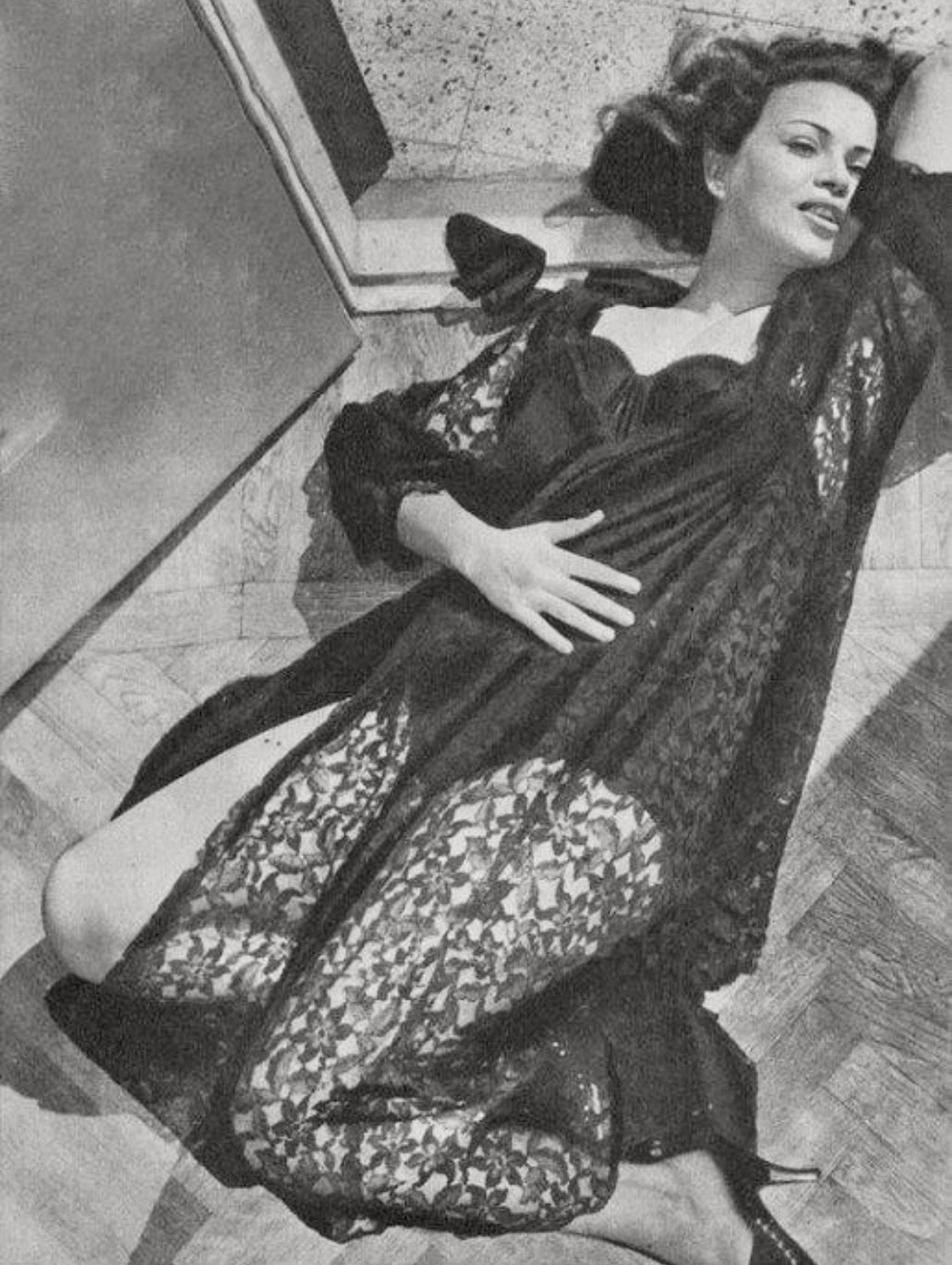
Rostom dans les 1960s

Hind Rostom est connue comme la reine de la séduction du cinéma égyptien et la Marilyn Monroe de l'Orient. Elle décide de prendre sa retraite en 1979 parce qu'elle voulait que le public se souvienne du meilleur d'elle-même. Hind Rostom refuse une offre d'un million de gineih (livres égyptiennes) pour sa biographie en décembre 2002. L'offre est faite par une chaîne satellitaire égyptienne pour dépeindre sa vie comme une série dramatique.
Elle est invitée à présenter un historique complet de ses réalisations passées et des expériences de travail avec des acteurs importants du passé, tels que Farid Shawki, Faten Hamama, Yousif Shahin, Shukri Sarhan et Shadia. L'actrice a déclaré qu'elle a refusé de vendre sa vie comme un divertissement et a estimé que sa vie personnelle était sa préoccupation et celle de personne d'autre.
Le 8 août 2011, Hind Rostom meurt à l'âge de 79 ans, d'une crise cardiaque dans un hôpital d'Al-Mohandeseen.

## Filmographie
- 1946 : Fleurs et épines
- 1947 : Le Père
- 1948 : Narguiss
- 1948 : Amour et folie
- 1948 : Corps et âme
- 1949 : Caprices de femme
- 1949 : Elle possède quelques sous
- 1949 : Bijoux
- 1949 : Vivre selon ses moyens
- 1950 : Papa Amine
- 1950 : L'Intelligence c'est beau
- 1952 : L'Appel du sang
- 1952 : Le Triomphe de l'Islam
- 1953 : Les Filles d'Eve
- 1953 : Retiens ta langue
- 1953 : Amour dans les ténèbres
- 1953 : La Route du bonheur
- 1953 : La Dernière Rencontre
- 1953 : L'Enfer de la jalousie
- 1954 : Lettre d'amour
- 1954 : Les Cœurs humains
- 1954 : L'Imposteur
- 1954 : C'est arrivé une certaine nuit
- 1954 : Chacun selon son rang
- 1954 : La Confession d'une épouse
- 1954 : Les Femmes ne savent pas mentir
- 1954 : Je vous en prie, éclairez-moi
- 1954 : La Victoire de l'amour
- 1954 : L'Ange injuste
- 1955 : Les Filles de la nuit
- 1955 : Le Corps
- 1956 : C'est toi mon amour
- 1957 : Gare centrale (باب الحديد, Bab al-Hadid) de Youssef Chahine
- 1957 : Le Fils d'Hamido
- 1957 : Nuits sans sommeil
- 1957 : Rends-moi mon âme
- 1957 : Le Grand Amour
- 1957 : Lutte contre la vie
- 1957 : Les Amants de la nuit
- 1957 : Des femmes dans ma vie
- 1958 : Miséricorde du ciel
- 1958 : Le Chauffeur de minuit
- 1958 : Le Frère aîné
- 1958 : L'Amour secret
- 1958 : Le Séducteur
- 1958 : Ismail Yassine à l'asile
- 1958 : Awatef
- 1958 : Touha
- 1959 : Tempête sur le Nil
- 1959 : Le Dernier Amour
- 1959 : Je pense à celui qui m'a oubliée
- 1959 : Entre ciel et terre
- 1959 : Embrasse-moi dans l'ombre
- 1959 : La Pension des surprises
- 1959 : Crime passionnel
- 1960 : L'Apprenti amoureux (اشاعه حب, Ichaat houbb) de Fatine Abdel Wahab
- 1960 : Hommes dans la tempête
- 1960 : Femmes et loups
- 1960 : Homme sans cœur
- 1960 : L'Amour l'amour
- 1961 : Demain sera un autre jour
- 1961 : Fattouma
- 1961 : Le Grand Adolescent
- 1961 : Sang sur le Nil
- 1961 : La Crème des filles
- 1961 : La Route des héros
- 1963 : Chafika la Copte
- 1963 : En marge de la vie
- 1964 : Amour immortel
- 1964 : Les Aveux d'un mari
- 1965 : La Religieuse
- 1965 : Le Gage
- 1966 : La Pomme d'Adam
- 1966 : Sayed Darwich
- 1966 : Les Démons de la nuit
- 1966 : Le Mari célibataire
- 1966 : Un homme et deux femmes
- 1966 : Lui et les femmes
- 1967 : La Porte du paradis
- 1967 : Le Deuxième Prétendant
- 1969 : La Belle Aziza
- 1971 : La Reine de la nuit
- 1971 : Ma jolie institutrice
- 1972 : L'Antre des malfaiteurs
- 1972 : Parole d'honneur
- 1972 : Désir et perdition
- 1973 : Le Merveilleux Enfant du monde
- 1974 : Ma fille, l'amour et moi
- 1975 : La Peur et l'amour
- 1979 : Ma vie est une souffrance